# Mankachar
Mankachar è una suddivisione dell'India, classificata come census town, di 28.771 abitanti, situata nel distretto di Dhubri, nello stato federato dell'Assam. In base al numero di abitanti la città rientra nella classe III (da 20.000 a 49.999 persone).

## Geografia fisica
La città è situata a 25° 40' 30 N e 89° 52' 00 E.

## Società

### Evoluzione demografica
Al censimento del 2001 la popolazione di Mankachar assommava a 28.771 persone, delle quali 14.633 maschi e 14.138 femmine. I bambini di età inferiore o uguale ai sei anni assommavano a 5.556, dei quali 2.803 maschi e 2.753 femmine. Infine, coloro che erano in grado di saper almeno leggere e scrivere erano 15.144, dei quali 8.516 maschi e 6.628 femmine.